# Zlatá tretra Ostrava
Zlatá tretra Ostrava (anglicky Ostrava Golden Spike) je nejvýznamnější atletický mítink v Česku, jeden z nejstarších atletických závodů v Evropě, založený roku 1961 v Ostravě. Start atletů je podmíněn pozváním pořadatelů.

## Vývoj názvu a zařazení
- 2001–2002: Mítink EA
- 2003–2005: Mítink IAAF Super Grand Prix
- 2006–2009: Mítink IAAF World Athletics Tour
- 2010–2019: Mítink IAAF World Challenge
- od 2020: Mítink World Athletics Continental Tour – Gold

### Mítinky World Athletics Continental Tour – Gold
V roce 2020 se mítink stal součástí nového seriálu elitních světových atletických soutěží pod názvem World Athletics Continental Tour – Gold, jako druhé nejvyšší světové úrovně závodů po Diamantové lize, a v bězích na 200 m, 3000 m překážek, v hodu diskem, kladivem a v trojskoku té nejvyšší.
| World Athletics Continental Tour – Gold 2020 | World Athletics Continental Tour – Gold 2020 | World Athletics Continental Tour – Gold 2020 | World Athletics Continental Tour – Gold 2020 |
| Datum                                        | Název mítinku                                | Město                                        | Stát                                         |
| -------------------------------------------- | -------------------------------------------- | -------------------------------------------- | -------------------------------------------- |
| 11. srpna                                    | Paavo Nurmi Game                             | Turku                                        | Finsko                                       |
| 19. srpna                                    | Racers Adidas Grand Prix                     | Kingston                                     | Jamajka                                      |
| 23. srpna                                    | Gyulai István Memorial                       | Székesfehérvár                               | Maďarsko                                     |
| 6. září                                      | Kamila Skolimowska Memorial                  | Chořov                                       | Polsko                                       |
| 8. září                                      | 59. zlatá tretra Ostrava                     | Ostrava                                      | Česko                                        |
| 15. září                                     | Memorial Borisa Hanzekovica                  | Záhřeb                                       | Chorvatsko                                   |
| 26. září                                     | Nairobi Athletics Meeting                    | Nairobi                                      | Keňa                                         |

## Historie
Zlatá tretra Ostrava vznikla roku 1961 v Ostravě. Mezi vítkovické zakladatele mítinku se zařadili Vlastimil Vacula, Jan Pekař, Jan Kebrle, který byl třicet tři let ředitelem závodu. V prvním ročníku Mezinárodních běžeckých závodů VŽKG se na škvárovém oválu Městského stadionu v Ostravě-Vítkovicích sešli atleti z tehdejšího Československa, Sovětského svazu a Maďarska. Již tehdy padl světový výkon. V polovině září, tedy na sklonku hlavní atletické sezony se o něj časem 2:08,1 minuty postarala na netradiční běžecké trati 880 yardů Ludmila Lysenková.
Premiérový ostravský mítink na umělém povrchu proběhl o deset let později, v rámci druhého ročníku Zlaté tretry Evropy. Ta byla od května 1970 nejen názvem atletického soupeření, ale rovněž po dobu dvou desítek let (od roku 1968) i pojmenování v tehdejší době trofeje udělované nejlepšímu atletovi na Starém kontinentu, o němž hlasovali evropští atletičtí experti.
První skutečně „zlaté“ roky Tretry proběhly v letech sedmdesátých a osmdesátých. A to hlavně díky sprinterům. Rok před montrealskou olympiádou, ještě v dobách ručního měření času, Kubánec Silvio Leonard v Ostravě vyrovnal tehdejší světové maximum na stovku a ještě před ním Renate Stecherová z NDR zaběhla nejkratší sprint za 10,9 vteřiny. V Ostravě se představila rovněž její krajanka a držitelka dosud platného světového rekordu na čtvrtce Marita Kochová a opakovaně se v Ostravě objevovala i československá atletická špička v čele s Jarmilou Kratochvílovou, Taťánou Kocembovou, Helenou Fibingerovou a mnohými dalšími.
V roce 1978 se mítinku zúčastnili sportovci z pětadvaceti zemí. Před sametovou revolucí spadla Tretra do „třetí ligy“ a organizátoři čelili riziku zániku. V roce 1999 byla tradice závodů na rok přerušena, když závod neproběhl.

## Dědictví světové atletiky
Soutěži byla mezinárodní atletickou federací World Athletics v roce 2019 udělena plaketa Dědictví světové atletiky (World Athletics Heritage). Jedná se o ocenění, které připomíná, oslavuje a propojuje ikonické osobnosti, výkony, místa a události 3000 let staré historie atletického sportu. Plaketa je udělována za výjimečný přínos historii a rozvoji světové atletiky.

## Top 10 atletů

### 1967–1999
Top 10 atletů[zdroj⁠?!]
- Jarmila Kratochvílová (držitelka světového rekordu na 800 m z roku 1983 platného dodnes, stříbrná z OH 1980, dvojnásobná mistryně světa z roku 1983 (400 m - SR poprvé pod 48 s. a 800 m)
- Helena Fibingerová (světová rekordmanka ve vrhu koulí v hale, 3× překonala SR venku, mistryně světa 1983, bronzová z OH, 8× mistryně Evropy v hale)
- Taťána Kocembová (2× stříbrná z MS 1983 na 400 m a 4 × 400 m, halová mistryně Evropy (400 m), stříbro na 4 × 400 m a bronz 400 m z ME)
- Jan Železný (pětinásobný světový rekordman v oštěpu, jeho výkon 98.48 m platí dodnes, 3× zlato a 1× stříbro z OH, 3× zlato 2× bronz z MS)
- Alberto Juantorena (Kuba, dvojnásobný olympijský vítěz OH 1976 na 400 m a 800 m, 2× překonal světový rekord)
- Iván Pedroso (Kuba, dálkař, olympijský vítěz z roku 2000, 4× zlato z mistrovství světa z let 1995-2001, 5× zlato z halového MS 1993-2001)
- Šárka Kašpárková (trojskokanka, bronzová z OH 1996, zlatá z MS 1997, 3× stříbro z ME a HME, 2× bronz z halového MS)
- Silvio Leonard (Kuba, druhý sprinter světa, který překonal hranici 10 s. s automatickým měřením času, stříbrný na 100 m z OH 1980)
- Imrich Bugár (diskař, stříbro z OH 1980, zlato z MS 1983, zlato a bronz z ME, 13× mistr ČSSR 1978-1992 a 2× mistr ČR 1993-1994)
- Irena Szewińská (Polsko, držitelka sedmi medailí z OH z toho 3× zlato, jako jediná držela současně světové rekordy na tratích 100, 200 a 400 m)

### 2000–2019
Top 10 atletů[zdroj⁠?!]
- Usain Bolt (Jamajka, sprinter, nejlepší atlet posledních let, 8× zlato z OH, 11× zlato z MS, držitel světového rekordu na 100 m a 200 m)
- Asafa Powell (Jamajka, sprinter, olympijský vítěz, mistr světa ve štafetě, bývalý světový rekordman, 97× zaběhl 100 m pod 10 s)
- Hišám Al-Karúdž (Maroko, 2× zlato z OH -1500 m a 5000 m z roku 2004, držitel světového rekordu na 1500 m a míli)
- Wayde van Niekerk (JAR, držitel světového rekordu, 1× zlato z OH, 1× zlato z MS v běhu na 400 m)
- Haile Gebrselassie (Etiopie, 2× zlato z OH, 9× zlato z MS ve vytrvalostních disciplínách)
- Denisa Rosolová (Česko, 1× zlato z HME v běhu na 400 m, 1× zlato z ME v běhu na 400 m př.)
- Blanka Vlašičová (Chorvatsko, skok do výšku, 2× zlato z MS, 2× zlato z HMS)
- Anita Włodarczyková (Polsko, nejlepší kladivářka historie, držitelka světového rekordu, 1× zlato z OH, 1× zlato z MS, 1× zlato z ME)
- Dayron Robles (Kuba, bývalý držitel světového rekordu na 110 m př., 1× zlato z OH, 1× zlato z HMS)
- Kenenisa Bekele (Etiopie, 3× zlato z OH, 16× zlato z MS, držitel světového rekordu na 5000 m a 10 000 m)

## Rekordy mítinku

### Muži
| Disciplína                 | Výkon                     | Atlet                                                              | Rok rekordu     |
| -------------------------- | ------------------------- | ------------------------------------------------------------------ | --------------- |
| Běh na 100 metrů           | 9,83 (−0,5 m/s)           | Asafa Powell                                                       | 27. května 2010 |
| Běh na 200 metrů           | 19,83 (+0,3 m/s)          | Usain Bolt                                                         | 12. června 2008 |
| Běh na 400 metrů           | 44,16                     | LaShawn Merritt                                                    | 17. června 2014 |
| Běh na 800 metrů           | 1:43,24                   | Wilfred Bungei                                                     | 12. června 2003 |
| Běh na 1500 metrů          | 3:31,17                   | Cornelius Chirchir                                                 | 12. června 2003 |
| Běh na 1 míli              | 3:49.57                   | Haron Keitany                                                      | 17. června 2009 |
| Běh na 3000 metrů          | 7:31,66                   | Caleb Mwangangi Ndiku                                              | 17. června 2014 |
| Běh na 5000 metrů          | 12:48,63                  | Jacob Kiplimo                                                      | 8. září 2020    |
| Běh na 10 000 metrů        | 26:20,31                  | Kenenisa Bekele                                                    | 8. června 2004  |
| Běh na 110 metrů překážek  | 12,87 (+0,9 m/s)          | Dayron Robles                                                      | 12. června 2008 |
| Běh na 400 metrů překážek  | 47,62                     | Karsten Warholm                                                    | 8. září 2020    |
| Běh na 3000 metrů překážek | 7:58,68                   | Lamecha Girma                                                      | 31. května 2022 |
| Skok do výšky              | 238 cm                    | Mutaz Essa Baršim                                                  | 13. června 2018 |
| Skok o tyči                | 612 cm                    | Armand Duplantis                                                   | 27. června 2023 |
| Skok daleký                | 866 cm (+1,0 m/s)         | Juan Miguel Echevarría                                             | 13. června 2018 |
| Trojskok                   | 17,57 m (−1,1 m/s)        | Christian Taylor                                                   | 28. června 2017 |
| Vrh koulí                  | 22,63 m                   | Ryan Crouser                                                       | 27. června 2023 |
| Hod diskem                 | 68,55 m                   | Kristjan Čeh                                                       | 27. června 2023 |
| Hod oštěpem                | 94,64 m (Současný design) | Jan Železný                                                        | 31. května 1996 |
| Běh na 4 × 100 metrů       | 38,43                     | Jeremiah Azu Zharnel Hughes Richard Kilty Nethaneel Mitchell-Blake | 31. května 2022 |
| Běh na 4 × 400 metrů       | 3:01,49                   | Jerome Davis Derek Mills James Carter Danny McCray                 | 31. května 2001 |

### Ženy
| Disciplína                 | Výkon             | Atletka                                                               | Rok rekordu     |
| -------------------------- | ----------------- | --------------------------------------------------------------------- | --------------- |
| Běh na 100 metrů           | 10,76 (+1,1 m/s)  | Veronica Brownová                                                     | 31. května 2011 |
| Běh na 200 metrů           | 22,07 (−1,0 m/s)  | Jarmila Kratochvílová                                                 | 3. června 1981  |
| Běh na 400 metrů           | 49,67             | Taťána Kocembová                                                      | 1. června 1983  |
| Běh na 800 metrů           | 1:57,72           | Maria Mutolaová                                                       | 8. června 2004  |
| Běh na 1500 metrů          | 3:57,38           | Diribe Weltejiová                                                     | 27. června 2023 |
| Běh na 5000 metrů          | 14:30,18          | Meseret Defarová                                                      | 27. června 2007 |
| Běh na 10 000 metrů        | 30:26,67          | Tiruneš Dibabaová                                                     | 27. června 2013 |
| Běh na 100 metrů překážek  | 12,42             | Jasmine Camacho-Quinnová                                              | 27. června 2023 |
| Běh na 400 metrů překážek  | 53,32             | Zuzana Hejnová                                                        | 27. června 2013 |
| Běh na 3000 metrů překážek | 9:11,33           | Norah Jerutová                                                        | 13. června 2018 |
| Skok do výšky              | 206 cm            | Marija Lasickeneová                                                   | 20. června 2019 |
| Skok o tyči                | 483 cm            | Stacy Dragilaová                                                      | 8. června 2004  |
| Skok daleký                | 700 cm (+0,1 m/s) | Eva Murková                                                           | 23. května 1984 |
| Trojskok                   | 15,00 m           | Yamilé Aldamaová                                                      | 12. června 2003 |
| Vrh koulí                  | 21,96 m           | Helena Fibingerová                                                    | 8. června 1977  |
| Hod diskem                 | 69,52 m           | Zdeňka Šilhavá                                                        | 10. června 1987 |
| Hod kladivem               | 79,72 m           | Anita Włodarczyková                                                   | 27. června 2017 |
| Hod oštěpem                | 67,78 m           | Barbora Špotáková                                                     | 25. května 2012 |
| Běh na 4 × 100 metrů       | 43,56             | Gréta Kerekesová Jusztina Csótiová Boglárka Takácsová Alexa Sulyánová | 27. června 2023 |
| Běh na 4 × 400 metrů       | 3:33,9            | Edit Molnárová Agnes Kozáryová Noémi Bátoriová Judit Forgácsová       | 3. srpna 1991   |